# Scotstoun Stadium
Lo stadio di Scotstoun (in inglese Scotstoun Stadium) è un impianto sportivo multifunzione che si trova nella omonima periferia occidentale della città britannica di Glasgow in Scozia.
Con una capacità massima di 5.000 posti è l'impianto di casa della franchigia scozzese di rugby a 15 del Glasgow Warriors dal 2012. La struttura ospita anche eventi di atletica leggera grazie alla presenza della pista di atletica.
Dal 2012 al 2015 ha ospitato lo Scotland Sevens torneo di rugby a 7 del circuito del World Rugby Sevens Series